# 高山甚太郎

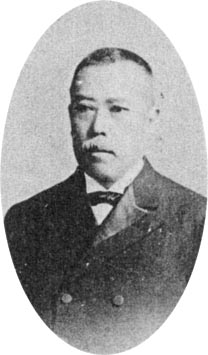
高山甚太郎

高山 甚太郎（たかやま じんたろう、1857年3月26日（安政4年3月1日） - 1914年（大正3年）10月23日）は、明治から大正時代の応用化学者。東京工業試験所初代所長。位階および勲等は正四位・勲三等。

## 経歴
加賀大聖寺藩士、高山慈吾の長男。1878年（明治11年）東京大学化学科を卒業して理学士の称号を得、理科大学助教授、農商務省権少技長四等技師、農商務省総務局分拆課長などを歴任。耐火材料の研究に従事した。
1889年（明治22年）ドイツに渡り、工芸大学に入り地質学を研究し、1891年（明治24年）帰朝し工学博士の学位を授かる。のち、農商務技師、東京工業学校嘱託教授、製鉄所技師審判官などを経て、1900年（明治33年）東京工業試験所初代所長となった。日本化学会、工業化学会会長。
墓所は雑司が谷霊園1-4a-2-13にあったが、無縁撤去となった。

## 親族
- 母　津禰　天保14年12月生、石川県士族の久保田文蔵二女
- 妻　さき　明治17年7月生、石川県士族で藩主一門の前田監物二女
- 子 高山重隆、高山峻吉、高山正隆（写真家）